# Arnas (Rhône)
Arnas ist eine französische Gemeinde mit 4.408 Einwohnern (Stand: 1. Januar 2022) im Département Rhône in der Region Auvergne-Rhône-Alpes. Arnas gehört zum Arrondissement Villefranche-sur-Saône und ist Teil des Kantons Gleizé. Die Einwohner werden Arnassien(ne)s genannt.

## Geographie
Arnas liegt etwa 35 Kilometer nördlich von Lyon, unmittelbar am nördlichen Stadtrand von Villefranche-sur-Saône. Die Saône, in die hier die Zuflüsse Marverand und Nizerand einmünden, bildet die östliche Gemeindegrenze.
Arnas liegt im Weinbaugebiet Bourgogne, in dem vor allem der Crémant de Bourgogne produziert wird.

### Nachbargemeinden
Umgeben wird Arnas von den Nachbargemeinden Saint-Georges-de-Reneins im Norden, Fareins im Osten, Beauregard im Südosten, Villefranche-sur-Saône und Gleizé im Süden, Denicé im Westen und Südwesten sowie Saint-Julien im Westen.

## Geschichte
Ursprünglich hieß der Ort Saint-Saturnin d’Arnas und lag an einer Römerstraße. 1020 wurde die Kirche errichtet. 1117 wurde das Kloster Péloges gegründet.

### Bevölkerungsentwicklung
| Jahr                       | 1962 | 1968 | 1975 | 1982 | 1990 | 1999 | 2006 | 2011 |
| Einwohner                  | 1349 | 1547 | 2116 | 2336 | 2783 | 3106 | 3199 | 3354 |
| Quellen: Cassini und INSEE |      |      |      |      |      |      |      |      |

## Wirtschaft und Infrastruktur
Durch die Gemeinde führt die Autoroute A6.

## Sehenswürdigkeiten
- Gotische Kirche Saint-Saturnin
- Schloss Laye mit Park, 1760 erbaut, Monument historique seit 1974
- Schloss Longsard aus dem 18. Jahrhundert, Monument historique seit 2007

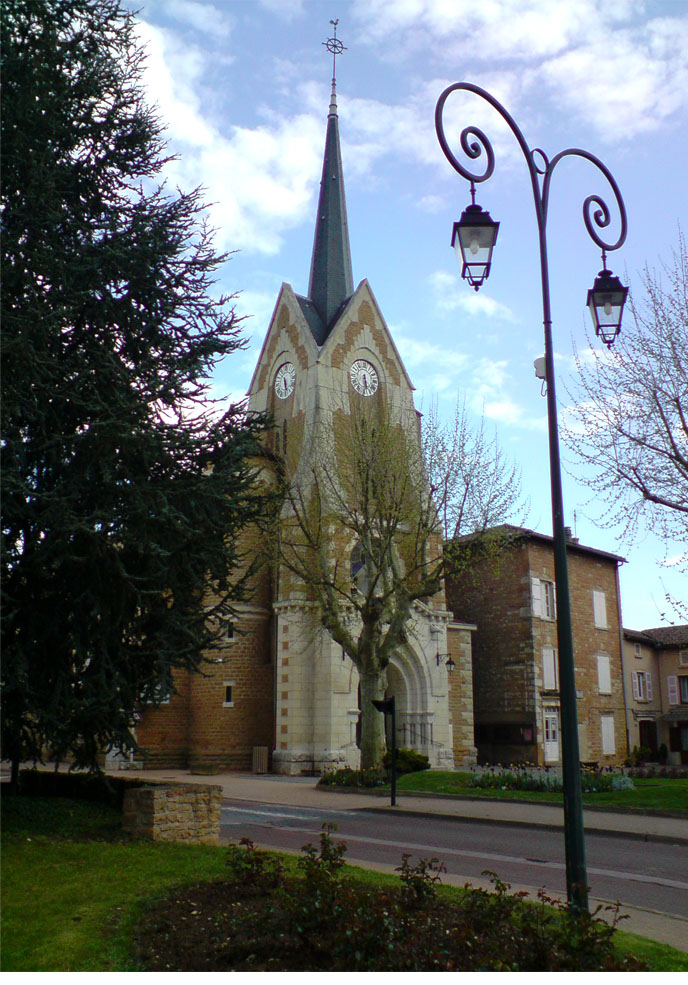
Kirche Saint-Saturnin

## Persönlichkeiten
- Michel Gandoger (1850–1926), Priester, Arzt und Botaniker
- Jean Chaffanjon (1853–1918), Abenteurer und Entdecker
- Timothé Cognat (* 1998), Fußballspieler